# Chiesa di San Giacomo (Altamura)
La chiesa di San Giacomo è una chiesa cattolica della città di Altamura situata nel centro storico, nelle immediate vicinanze della Cattedrale di Altamura.

## Storia e architettura
La chiesa risale molto probabilmente al XVI secolo e fu probabilmente costruita dalla famiglia Giannelli. L'odierna facciata, in stile rococò, risale invece al 1754 ed è composta da una cornice leggermente aggettante e da una finestra superiore.
Degno di nota è anche il campanile a vela, sulla cui sommità si trova una cuspide a bulbo. L'interno è alquanto semplice e contiene, tra l'altro, un'acquasantiera in pietra del XV secolo.
Nel maggio 1799, nel contesto della Rivoluzione altamurana, in questa chiesa vennero imprigionati i prigionieri sanfedisti catturati e, tra questi, gli ingegneri Giuseppe Vinci e Giuseppe Oliverio.